# Krstićevo
Krstićevo (cirill betűkkel Крстићево) egy falu Szerbiában, a Jablanicai körzetben, Crna Trava községben.

## Népesség
- 1948-ban 303 lakosa volt.
- 1953-ban 274 lakosa volt.
- 1961-ben 243 lakosa volt.
- 1971-ben 150 lakosa volt.
- 1981-ben 71 lakosa volt.
- 1991-ben 53 lakosa volt
- 2002-ben 24 lakosa volt,[1] akik mindannyian szerbek.[2]